# François Deydier
Pour les articles homonymes, voir Deydier.
François Deydier (Toulon, 2 mai 1637-Kesat (Tonkin), 1er juillet 1693) est un missionnaire jésuite français.

## Biographie
Docteur en théologie, ordonné prêtre des Missions étrangères de Paris en 1657, il est nommé vicaire général au Tonkin (1679) et y accompagne Pierre Lambert de La Motte et François Pallu. Sacré évêque de la région Est du Tonkin (1682), il y demeure jusqu'à sa mort.